# Karl Rudzki
Karl Rudzki, né le 29 février 1980 à Bath (Angleterre), est un joueur anglais de rugby à XV qui évolue au poste de deuxième ligne (1,96 m et pour 112 kg).

## Carrière
- 2002-2005 : Harlequins  Angleterre
- 2005-2006 : Section paloise  France
- 2006-2007 : Aviron bayonnais  France
- 2007-2008 : Northampton Saints  Angleterre
- 2010-2011 : Esher RFC  Angleterre
- 2011-2012 : London Scottish  Angleterre

## Palmarès
- Équipe d'Angleterre des -21 ans